# Oratorium des San Francesco Saverio

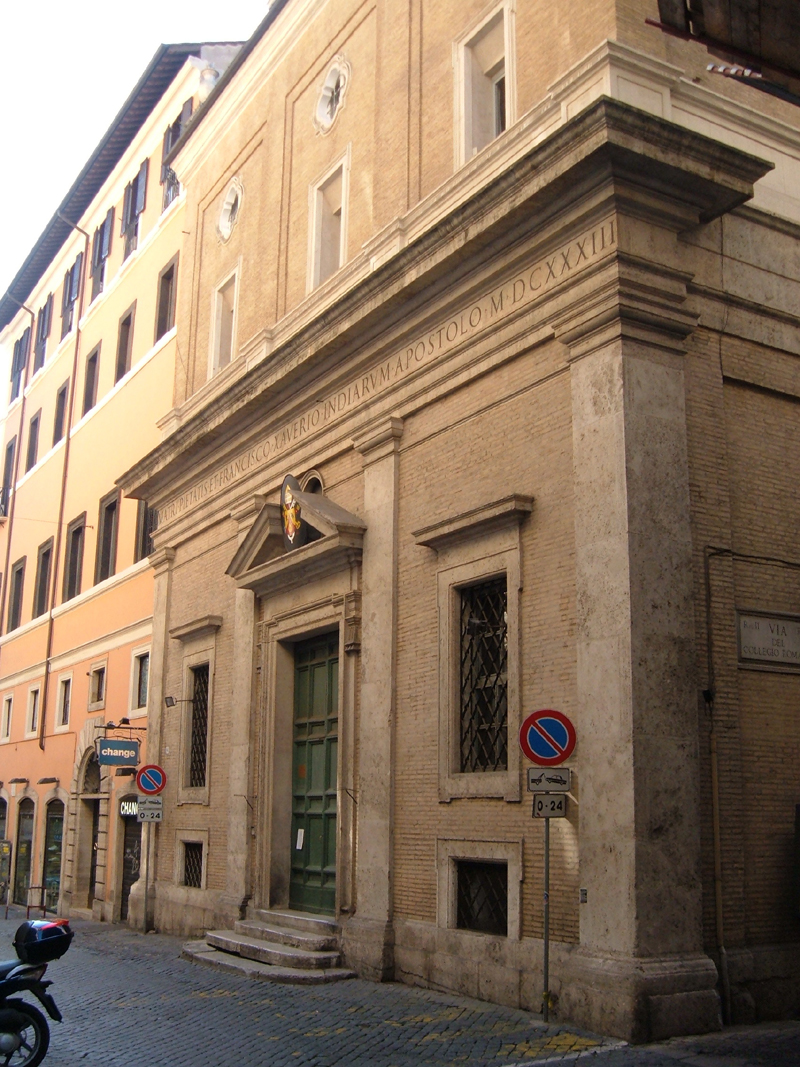
Oratorio di San Francesco Saverio

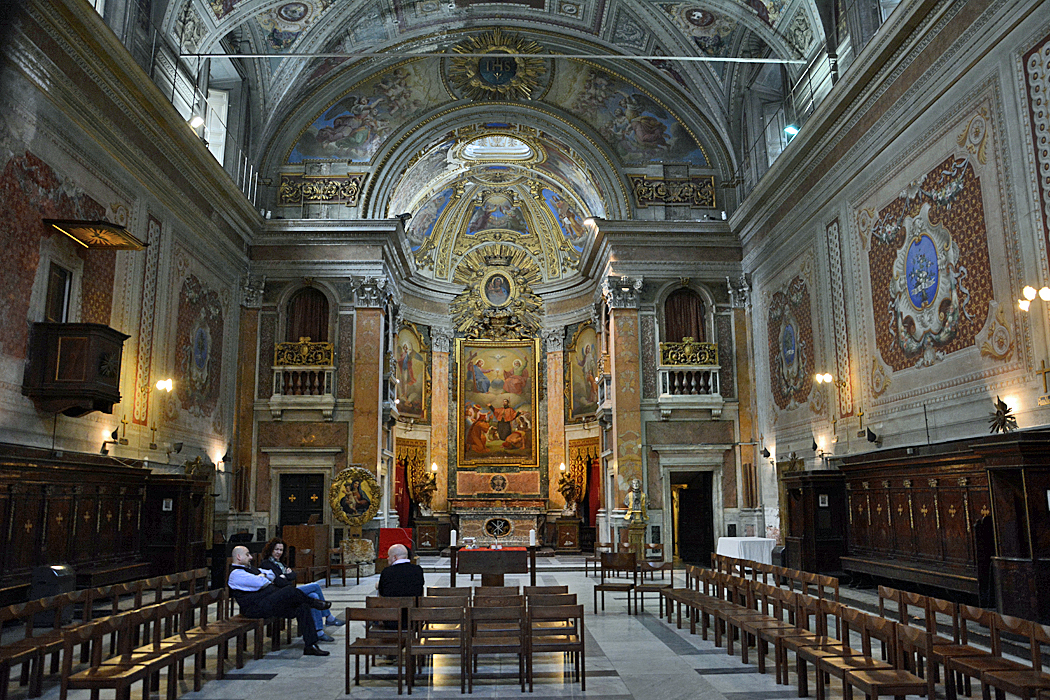
Innenansicht

Das Oratorium des San Francesco Saverio, besser bekannt als Oratorio del Caravita, ist eine Kirche in Rom, die dem spanischen Jesuiten Franz Xaver (italienisch Francesco Saverio) geweiht ist.

## Lage
Die Kirche liegt im IX. römischen Rione Pigna neben der Kirche Sant’Ignazio unweit der Einmündung der Via del Caravita in die Via del Corso.

## Baugeschichte
Ursprünglich stand an dieser Stelle die Kirche San Nicola de Forbitoribus des Kamaldulenserordens, die in einen Bogen der Acqua Vergine eingebaut war. Für die Erweiterung des Collegio Romano tauschten die Jesuiten diese Kirche gegen den Palazzo di Alessandro Vitelleschi ein. Der Jesuitenpater Pietro Garavita veranlasste ab 1630 an der Stelle der alten Kirche den Neubau des Oratoriums, das nach ihm den populären und viel bekannteren Namen Oratorio del Caravita bekam. Ursprünglich war es der Mater pietatis, der barmherzigen Mutter, geweiht. Erst 1670 folgte die Umwidmung für den Jesuitenheiligen Francesco Saverio. Anlässlich dieses Ereignisses wurde die Kirche grundlegend von Giovanni Antonio De Rossi umgestaltet.

## Architektur
Die Kirche besteht aus einem einschiffigen Innenraum mit einer halbkreisförmigen Apsis. Die zweistöckige Fassade passt sich in ihrer Architektur an das angrenzende Collegio Romano an. Die Ausstattung mit Fresken erfolgte durch Lazzaro Baldi und Sebastiano Conca. Außerdem beinhaltet die Kirche Fresken von Baldassare Peruzzi, die aus der abgebrochenen Kirche San Rocco a Ripetta überführt wurden.

## Rezeption
Die Kirche wird in zwei Sonetten von Giuseppe Gioachino Belli behandelt.